# Rutunga
Rutunga (Kinyarwanda Umurenge wa Rutunga) ist einer von 15 Sektoren im Distrikt Gasabo in der Hauptstadt Kigali in Ruanda.

## Geographie
Rutunga hat eine Fläche von 42,7 km². Der Sektor unterteilt sich in die sechs Zellen Gasabo, Indatemwa, Kabaliza, Kacyatwa, Kibenga und Kigabiro. Der Verwaltungssitz befindet sich zentral in Muremure. Nachbarsektoren von Nduba sind im Norden Rutare, im Nordosten Rwamiko, im Osten Bukure, im Südosten Gikomero, im Südwesten Bumbogo, im Nordwesten Nduba und im Westen Ntarabana. Die Nordostgrenze des Sektors liegt am Muhazi-Stausee.

## Bevölkerung
Nach der Volkszählung von 2022 betrug die Einwohnerzahl 22.468 Einwohner und die Einwohnerdichte 526,1 Einwohner pro km². Zehn Jahre zuvor waren es 17.906 Einwohner, was einer jährlichen Bevölkerungszunahme von 2,3 Prozent zwischen 2012 und 2022 entspricht.

## Wirtschaft und Verkehr
In der Zelle Gasabo gibt es zwei offiziell ausgewiesene Märkte.
Durch den Sektor verläuft eine District Road in Nordwest-Südost-Richtung.